# The Obsolete Man
The Obsolete Man (în română: Omul învechit) este episodul 65 al serialului american Zona crepusculară, cu Burgess Meredith în rolul lui Romney Wordsworth. A fost difuzat pe 2 iunie 1961 pe CBS. Povestea a fost adaptată ulterior pentru The Twilight Zone Radio Drames⁠(d), cu Jason Alexander în rolul lui Wordsworth. 

## Prezentare

### Introducere
| “ | Intră în această sală pe propria ta răspundere, deoarece te îndrumă spre viitor, nu unul care este, ci unul care ar putea fi. Această nu este o lume nouă, este pur și simplu o prelungire a celei care există deja. S-a modelat după toți dictatorii care și-au lăsat vreodată urmele mărețe ale bocancilor pe paginile istoriei încă de la începuturile timpului. Este desăvârșită, are progrese tehnologice și o abordare mai rafinată a nimicirii libertății umane. Dar, la fel ca entitățile suprastatale care l-au precedat, are o unică regulă fundamentală: logica este dușmanul și adevărul o amenințare. Acesta este domnul Romney Wordsworth, trăindu-și ultimele patruzeci și opt de ore pe Pământ. Este cetățean al statului, dar în curând va trebui eliminat pentru că este construit din carne și are o minte. Domnul Romney Wordsworth, care își va da ultima suflare în Zona crepusculară. | ” |

### Intriga
Într-un viitor stat totalitar, Romney Wordsworth este judecat pentru că este învechit⁠(d). Profesia sa de bibliotecar este pedepsită cu moartea, deoarece statul a eliminat cărțile. De asemenea, acesta crede în Dumnezeu, o altă dovadă a obsolescenței sale. După un schimb e replici, cancelarul îl găsește pe Wordsworth vinovat și îl condamnă la moarte, oferindu-i șansa să-și aleagă metoda execuției. Acesta cere un asasin personal, el fiind singurul care să cunoască metoda execuției, și dorește ca execuția să fie televizată la nivel național. Deși execuțiile televizate sunt evenimente obișnuite, secretizarea modului în care va urma să fie ucis este ieșită din comun; totuși, cancelarul acceptă ambele cereri.
O cameră este instalată în camera lui Wordsworth pentru a transmite în direct asasinarea sa. Acesta îl cheamă pe cancelar, care acceptă cererea neobișnuită din curiozitate, și este vizitat în ultima sa oră. Bibliotecarul dezvăluie că metoda execuției este o bombă care va exploda la miezul nopții. Cancelarul îi aprobă decizia, dar Wordsworth îi aduce la cunoștință că ușa este încuiată, iar cei doi vor muri împreună, moartea sa fiind mult mai interesantă decât propria sa asasinarea. Mai mult, din moment ce totul este televizat, statul riscă să-și distrugă reputația dacă îl salvează pe cancelar. În așteptarea unei morți inevitabile, Wordsworth continuă să citească din Biblie, o lucrare ilegală, fapt care demonstrează încrederea sa în Dumnezeu. Bibliotecarul acceptă moartea într-un mod calm spre deosebire de cancelar, care devine agitat pe măsură ce timpul trece.
În ultimul moment, cancelarul izbucnește în plâns și imploră să fie eliberat „pentru numele lui Dumnezeu”. Wordsworth este de acord și îi deschide ușa. În timp ce se îndepărtează, bomba explodează și aruncă în aer camera bibliotecarului.
Din cauza lașității sale și a invocării lui Dumnezeu, cancelarul este înlocuit de propriul său subaltern⁠(d) și este declarat învechit. Acesta protestează împotriva decizie și încearcă să scape, dar este copleșit de angajații tribunalului, care îl bat până la moarte.

### Concluzie
| “ | Cancelarul, cancelarul decedat, a avut parțial dreptate. El era învechit. Dar așa este și Statul, entitatea pe care a venerat-o. Orice stat, orice entitate, orice ideologie care nu recunoaște valoarea, demnitatea, drepturile Omului... acel stat este învechit. Un caz care urmează să fie îndosariat la litera „U” pentru „Umanitate” - în Zona crepusculară. | ” |